# Петро Великий (атомний крейсер)
69°05′08″ пн. ш. 33°25′32″ сх. д. / 69.085437° пн. ш. 33.425592° сх. д.
«Петро Великий» — важкий атомний ракетний крейсер ВМФ РФ. Четвертий за рахунком корабель проекту 1144.2 «Орлан» і єдиний, що перебуває в бойовому строю. Проектувальник корабля — Північне проектно-конструкторське бюро.
Крейсер був закладений 11 березня 1986 року на стапелі Балтійського заводу (при закладці називався «Куйбишев», потім — «Юрій Андропов»). 29 квітня 1989 року спущений на воду. Перейменований на «Петро Великий» указом Президента РФ Бориса Єльцина 22 квітня (1 жовтня?) 1992 року. 18 квітня 1998 піднято прапор і вступив до складу ВМФ РФ.
При назві атомного крейсера «Юрій Андропов» носив бортовий номер 183, але 22 квітня 1992 отримав назву «Петр Великий», бортовий номер — 099 отримав в 1998 після ходових випробувань і введення в експлуатацію.

## Конструкція
Це найбільший у світі діючий не авіаносний ударний бойовий корабель.

### ОсновніТТХ
- Довжина: 250 м. (найбільша)
- Ширина: 25,0 м. (по ватерлінії)
- Висота від рівня основної площини : 59,0 м.
- Осадка: 10,3 м (по носовому бульбу)
- Водотоннажність стандартна: 23 750 тонн.
- Водотоннажність повна: 25 860 тонн.
- Енергетична установка: 2 ядерні реактори типу КН-3 (300 МВт), 2 допоміжні котли, дві турбіни по 70 тис. к. с. (всього 140 тис. к. с.), 4 електростанції сумарною потужністю 18 тис. кВт, 4 паротурбогенератори потужністю 3000 кВт, 4 газотурбогенератори по 1500 кВт, два гребні вали.
- Швидкість: 32 вузли (59 км/год).
- Автономність плавання — 60 діб за продовольством та запасами, 3 роки по паливу.

### Конструкція корпусу та надбудови
Довжина 49 коридорів корабля — понад 20 кілометрів. Корабель має 6 палуб, 8 ярусів. Висота фок-щогли від рівня основної площини — 59 метрів.

### Енергетична установка
Потужна ядерна енергетична установка крейсера дозволяє йому розвивати швидкість 32 вузли (60 км/год) і розрахована на експлуатацію протягом 50 років. Для порівняння: крейсер «Петро Великий» здатний забезпечити електрикою та теплом місто на 150—200 тисяч жителів.

### Екіпаж
Екіпаж крейсера — 744 людини (101 офіцер, 130 мічманів, 513 матросів) +18 осіб льотний персонал. Вони розміщені в 1600 приміщеннях корабля, серед яких 140 одно — і двомісних каюта для офіцерів і мічманів, 30 кубрик для матросів і старшин (на 8-30 чоловік кожен), 220 тамбурів. Екіпаж може розпоряджатися 15 душовими, двома банями, сауною з басейном 6 × 2,5 м, дворівневим медичним блоком з лазаретами-ізоляторами, аптекою, рентгенівським і стоматологічними кабінетами, амбулаторією, операційної, спортзалом, обладнаним тренажерами, трьома кают-компаніями для мічманів, офіцерів і адміралів, салоном для відпочинку з більярдом і роялем. Є також внутрішньокорабельна телестудія і 12 побутових телевізорів в каютах і кубриках, не рахуючи 30 моніторів для перегляду передач, які транслюються по кабельних мережах корабля.

## Озброєння
«Петро Великий» має можливість ураження великих надводних цілей та захисту морських з'єднань від атак з повітря та підводних човнів супротивника. У нього необмежена дальність плавання, він оснащений ударними крилатими ракетами, здатними вражати цілі на відстані до 625 кілометрів.
«Петро Великий» оснащений протикорабельним ракетним комплексом "Граніт " (розроблено "НВО Машинобудування "), обладнано 20 пускових установок СМ-233 з удосконаленими високоточними протикорабельними крилатими ракетами П-700 «Граніт», встановлених під верхньою палубою. Довжина ракети — 10 м, калібр — 0,85 м, стартова маса — 7 т. Бойова головка — моноблок в ядерному (500 кт), звичайному (750 кг вибухової речовини) спорядженні або паливно-повітряний боєзаряд (об'ємного вибуху). Дальність стрільби — 700 км, швидкість польоту — 1,6-2,5 м. Ракети мають багатоваріантну програму атаки цілей, підвищену перешкодозахищеність і призначені для завдання ударів по групових цілях. При залповій стрільбі одна з них летить на великій висоті для збільшення дальності виявлення супротивника, обмінюючись інформацією з іншими, які буквально стеляться над поверхнею води. У разі знищення ракети-лідера її місце автоматично має займати одна з ведених ракет.
Загоризонтне цілевказання та наведення може здійснюватися літаком Ту-95РЦ, вертольотом Ка-25Ц або космічною системою розвідки та цілевказівки.
На кораблі встановлено протиповітряний комплекс «Ріф» С-300Ф, такий самий, що стояв на знищеному крейсері Москва, є 12 ПУ та 96 ракет вертикального пуску.
Також є автономна корабельна протиповітряна система " Кінжал ". Кожна підпалубна ПУ барабанного типу має по 8 одноступінчастих твердопаливних телекерованих ракет 9М330-2, сумарний запас — 128 ракет.
Крейсер озброєний зенітним ракетно-артилерійським комплексом "Кортик ", що забезпечує самооборону від низки «точних» озброєнь, включаючи протикорабельні та протирадіолокаційні ракети, авіабомби, літаки та вертольоти, малотоннажні кораблі. Кожна установка має по дві 30-мм шестиствольні артилерійські установки АК-630М1-2 з двома автоматами АТ-18 за схемою " Гатлінга " із сумарною скорострільністю 10 000 в/хв і два блоки по 4 двоступінчасті ракети 9М311 (SA-N-1) з осколково-стрижневою бойовою частиною та неконтактним підривником. У підбаштованому відділенні перебуває ще 16 ракет. Ракети уніфіковані з ракетою комплексу 2С6 Тунгуска. Система управління ЗРК «Кортик» складається з радіолокаційної та телевізійної систем, пов'язаних між собою з використанням елементів штучного інтелекту. Дві установки ЗРК «Кортик» розташовані в носовій частині корабля по обидва боки від ПУ «Граніт», а чотири інші — в кормовій частині головної надбудови.

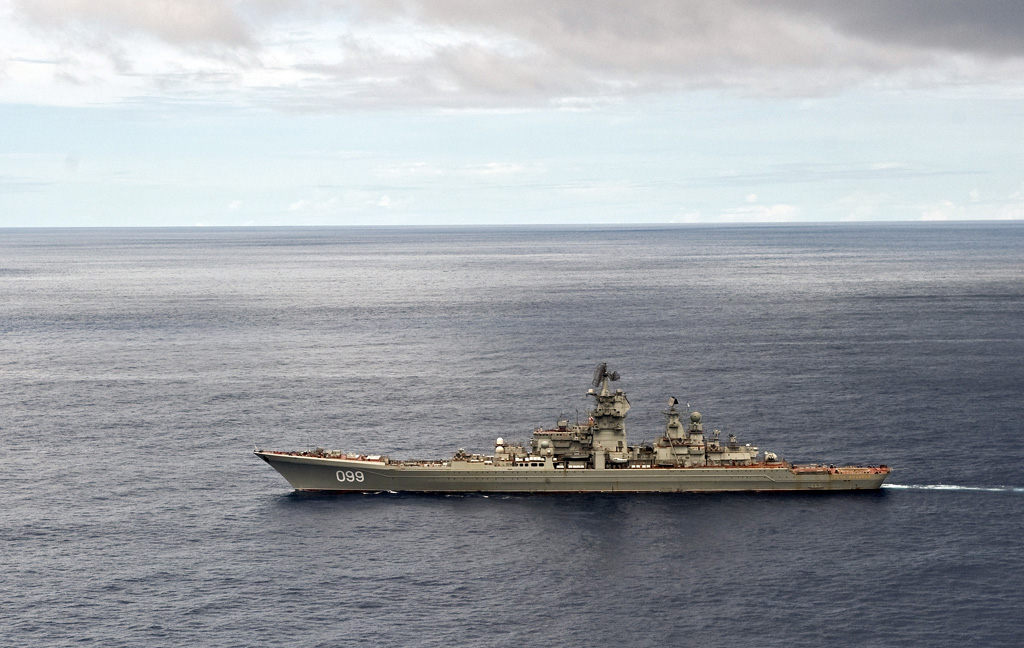
«Петро Великий» у травні 2010 року

Крім того, крейсер «Петр Великий» оснащений 130-мм багатоцільовими спареними артустановками " АК-130 " (довжина стволів — 70 калібрів, 840 снарядів) з дальністю стрільби до 25 км. Швидкострільність — від 20 до 80 пострілів за хвилину. Маса осколково-фугасного снаряда — 27 кг, має ударний, дистанційний та радіопідривники. Готовий до стрільби боєзапас — 180 снарядів. Система управління стрільбою МР-184 дозволяє проводити одночасний супровід та обстріл двох цілей.
Крейсер також озброєний двома протичовновими (по 5 ПУ на борт) ракетно-торпедними 533 мм комплексами РПК-6М «Водоспад», ракето-торпеди якого здатні вражати підводні човни супротивника на дальності до 50 км. Як бойова головка використовується малогабаритна торпеда УМГТ-1. Ракета пірнає у воду, злітає у повітря та доставляє торпеду в район цілі, а там уже слово за УМГТ-1, яка знову пірнає у воду.
Для боротьби з торпедами противника крейсер «Петро Великий» має протиторпедний комплекс РКПТЗ — 1м «Удав-1м» (10 труб направляючих, автоматична конвеєрна перезарядка, час реакції — 15 сек., дальність максимальна — 3000 м, мінімальна — 100 м, вага ракети — 233 кг). Реактивні бомбометні установки на «Петра Великого» розміщені наступним чином: одна десятитрубна РБУ — 12000 (дальність стрільби — 3000 м, маса снаряда-80 кг) встановлена в носовій частині корабля на поворотній платформі, дві шеститрубні РБУ — 1000 «Смерч-3» (дальність — 1000 м, маса снаряда — 55 кг) — в кормовій частині на верхній палубі по обох бортах. Загальнокорабельні засоби протидії включають в себе дві спарені 150-мм ПУ ПК-14 (комплексу вистрілюються перешкод), протиелектронні пастки, помилкові цілі, а також буксирувану фейкову торпедну ціль з потужним шумогенератором.
На борту крейсера базуються два протичовнові вертольоти Ка-27.
Радіолокаційні засоби РЕП/РЕБ «Петр Великий» включають 16 станцій трьох типів. Загальнокорабельні засоби стеження, супроводу та цілевказівки складаються з двох станцій космічного зв'язку (САТСОМ), чотирьох станцій космічної навігації (САТПАУ) та чотирьох спеціальних електронних станцій. За повітряно-надводною обстановкою слідкують три погодні трикоординатні РЛС " Фрегат-МАЕ ", що виявляють цілі на відстані більше 300 км і висотах до 30 км.
Гідроакустична система корабля включає гідролокатор з корпусною антеною для пошуку і виявлення підводних човнів на низьких і середніх частотах і автоматизовану гідроакустичну систему, що буксирується, з антеною змінної глибини занурення (150—200 м) — на середніх частотах.
У 2016 році Інформаційне агентство " ТАСС ", спираючись на нерозкрите джерело в суднобудівній галузі, повідомило, що в ході модернізації в 2019—2022 роках до озброєння крейсера планується додати гіперзвукові ракети проти ракети «Циркон», надзвукові універсальні протикорабель. «Онікс», крилаті ракети «Калібр». Ракети запускатимуться з універсальних пускових установок 3С14.
29 листопада 2018 року американське видання The National Interest опублікувало список із п'яти найбільш смертоносних бойових кораблів ВМФ Росії, який очолив важкий атомний ракетний крейсер «Петро Великий».

## Історія будівництва

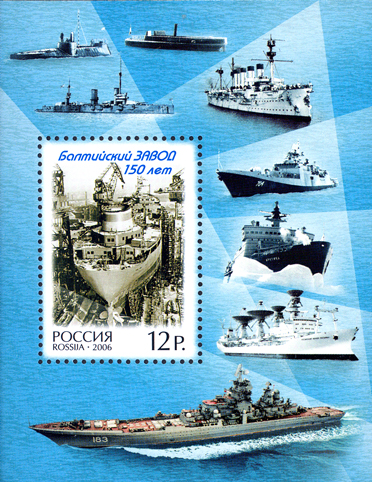
Крейсер «Юрій Андропов» (внизу) на поштовому блоці Росії 2006 року, присвяченому Балтійському заводу (ЦФА [ АТ «Марка» ] № 1114)

Будівництва останнього корабля проекту 1144 — завод розпочав у 1986 році. Через десять років крейсер пішов на ходові випробування. Відповідно до плану державних випробувань ходова програма виконувалася у суворих умовах Заполяр'я. У 1992—1994 рік пароплав Адмірал постачав крейсер, що будується, теплом.

## Історія служби

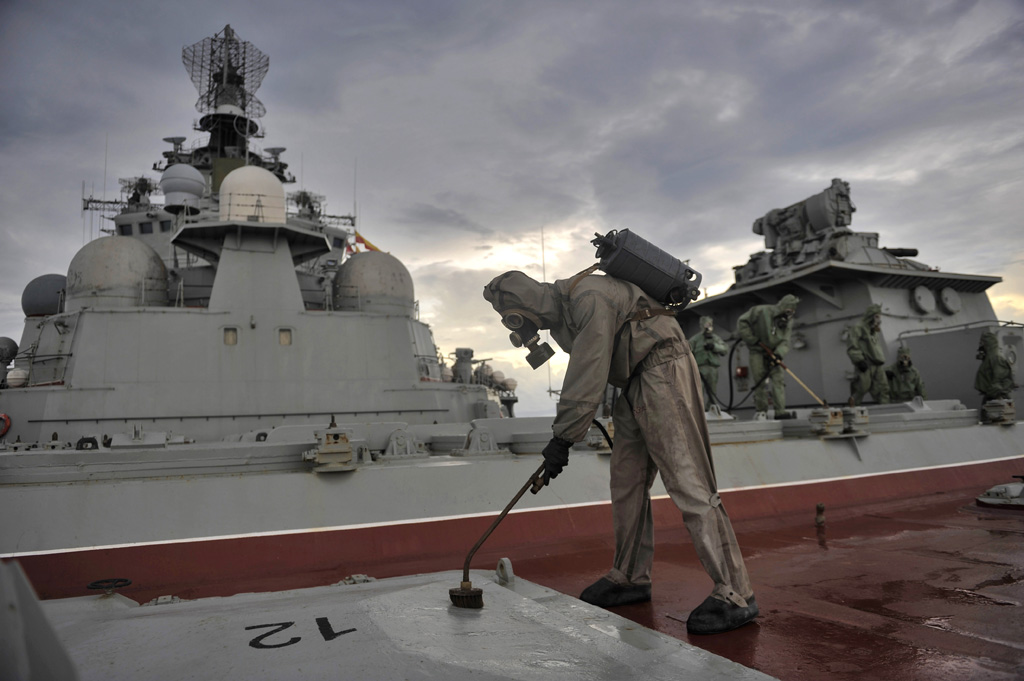
Навчання на крейсері під час походу 2010 року

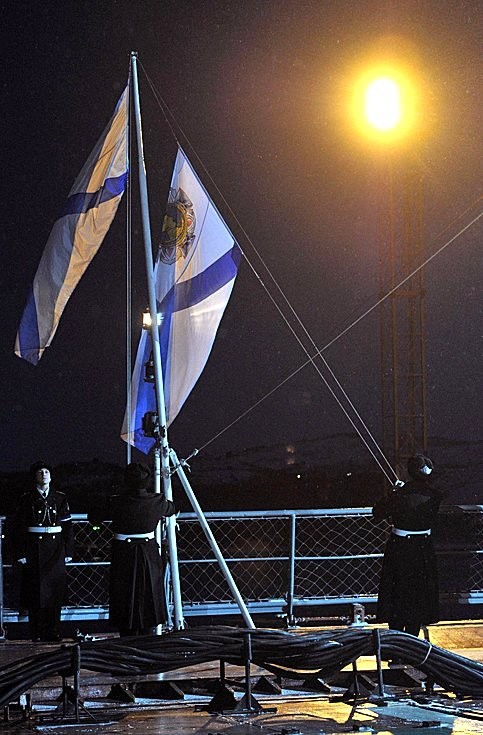
На крейсері піднято орденський військово-морський прапор із зображенням ордена Нахімова.
Североморськ, 10 січня 2013 року.

27 жовтня 1996 року в носовому машинно-котельному відділенні стався розрив паропроводу, що був під тиском 35 атмосфер і температурою сухої пари +300 °C. Загинуло два матроси та троє робочих команди здавачів. При розслідуванні причини було виявлено, що труба, що лопнула, була встановлена в 1989 році і за товщиною і маркою сталі не відповідала проекту. 9 квітня 1998 року атомний крейсер передано флоту під ім'ям «Петро Великий».
Незважаючи на те, що термін гарантійних зобов'язань Балтійського заводу минув, підприємство вимушено продовжує здійснювати технічне обслуговування крейсера. Таке рішення командування ВМФ прийняло у зв'язку з тим, що особовий склад корабля не мав достатніх навичок з обслуговування та експлуатації устаткування крейсера. За умовами державного контракту, Балтійський завод продовжував технічне супроводження «Петра Великого» до першого планового ремонту в 2008.
У ніч з 12 на 13 серпня 2000 року крейсер першим виявив і кинув якір на місці катастрофи АПКР "Курськ ", яка загинула внаслідок вибуху торпед на борту, в очікуванні рятувальних суден. Перед цим він був навчальною ціллю торпедної атаки цього підводного човна, і вживав дій для захисту від нього. Також крейсер патрулював місцевість під час підйому «Курська».
За результатами 2016 року екіпаж важкого атомного ракетного крейсера став найкращим серед ракетних крейсерів ВМФ РФ у змаганнях на приз Головкому ВМФ Росії.
За планами Міністерства оборони крейсер має пройти ремонт та глибоку модернізацію у 2019—2022 роках, після завершення робіт над однотипним кораблем "Адмірал Нахімов ".

## Командири крейсера

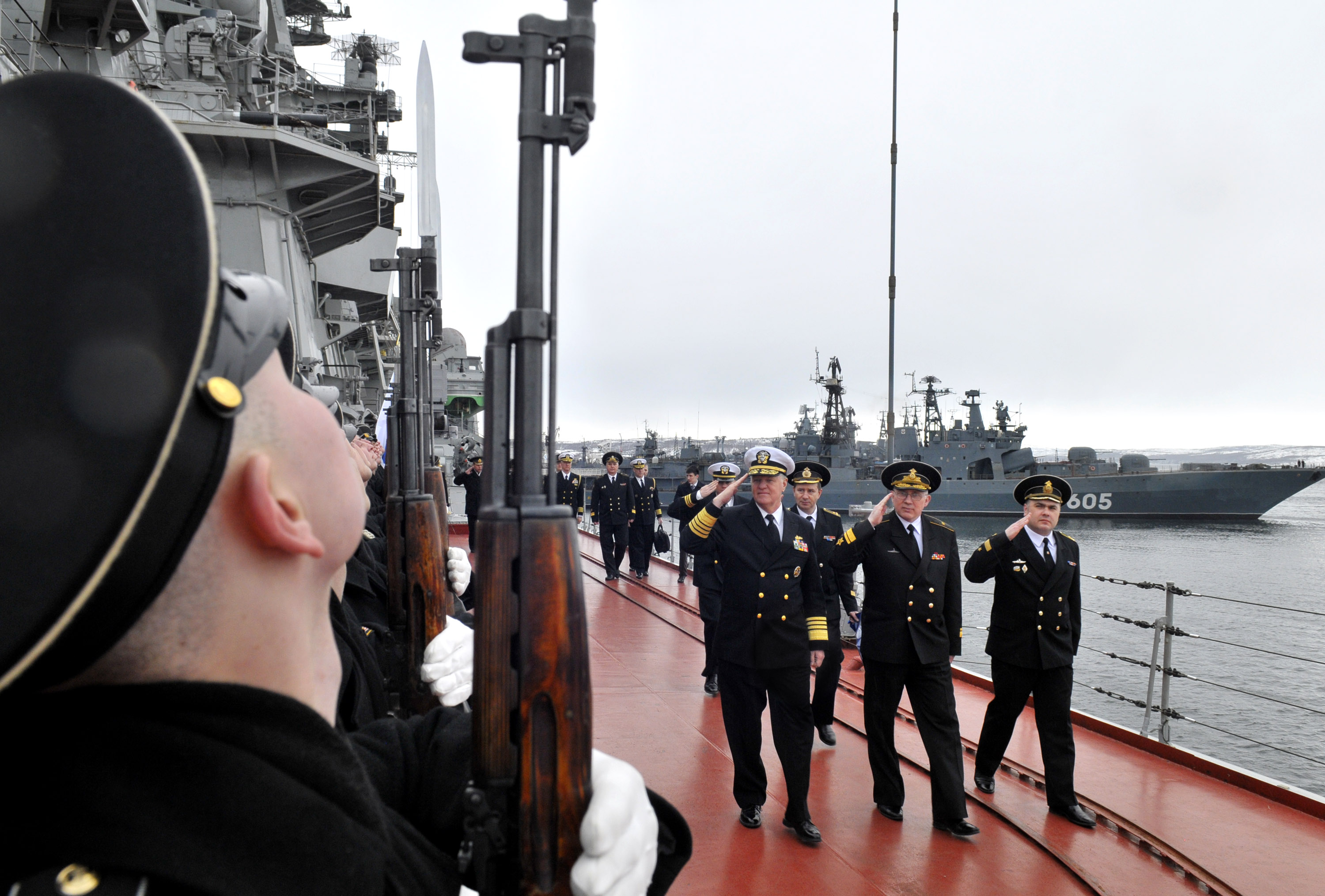
Відвідування американською делегацією корабля «Петро Великий» під час візиту начальника штабу ВМС США Гарі Рафхеда (перший ряд, крайній ліворуч) до Північноморська, квітень 2011 року. У першому ряду виконують військове вітання адмірал Рафхед і тво командувача КСФ контр-адмірал Воложинський. На задньому плані БПК «Адмірал Левченко»

- Добришев Євгеній Миколайович — капітан 1 рангу (перший командир крейсера згідно з Історичним журналом, під його керівництвом пройшло формування екіпажу у Владивостоці, добудова корабля в Санкт-Петербурзі та перехід на Північний флот).
- Васильєв Сергій Ігорович — капітан 1 рангу (під його керівництвом було пройдено державні випробування та піднято прапор).
- Касатонов Володимир Львович — контр-адмірал (березень 2000 — липень 2005), нині віце-адмірал, заступник Головнокомандувача Військово-морського флоту з 2019 року.
- Якушев Володимир Анатолійович (2005—2008) — капітан 1 рангу, нині контр-адмірал, командувач Приморської флотилії різнорідних сил Тихоокеанського флоту.
- Меньков Фелікс Володимирович — капітан 1 рангу, нині контр-адмірал, з 2021 року командир Кримської військово-морської бази Чорноморського флоту.
- Малаховський Владислав Володимирович — капітан 1 рангу.
- Нікітін Ігор Олександрович — капітан 1 рангу, нині командир 43 дивізії ракетних кораблів Північного флоту.
- Кузьмін Володимир В'ячеславович, капітан 1 рангу, нині начальник штабу 43 дивізії ракетних кораблів Північного флоту.
- Пономарьов Артем Сергійович — капітан 2 рангу.

## Ілюстрації

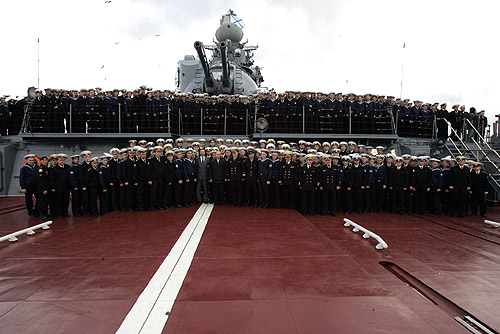
Команда крейсера у 2005 році